# 天津地铁B1线
天津地铁B1线，又称滨铁1号线，是天津市滨海新区建设中的线路之一。线路正线全长约31.28km，其中高架段2.17km、敞开段0.28km，地下段28.83km。B1线一期北起津秦客专东侧，南至规划新城。工程全线共设站23座，其中21座地下站，2座高架站；线路北端设黄港车辆段1座、南端设盐田停车场1座；全线设华山道、河北路共2座主变电所，正线设牵引降压混合变电所11座；设控制中心一处，考虑与规划线合建。首期实施北段，起自欣嘉园东站，终至滨海站（原于家堡站），长22.5公里，设车站15座（均为地下站）。
B1线已于2016年2月23日开工，预计2026年12月（欣嘉园东站-新城一）具备通车条件。
2020年5月5日，B1线一期工程欣嘉园东站至欣嘉园站右线盾构顺利始发，工程正式进入盾构施工阶段。

## 车站

### 换乘站
- 滨海西站：换乘Z2线。建设高铁滨海西站时已对两线路进行预留，为通道换乘。
- 塘沽站：换乘9号线。因B1号线为地下车站，9号线未做预留，预计为长通道换乘。
- 滨海站：换乘Z4线。建设高铁滨海站时已对两线路进行预留，为通道换乘。
- 新城三站：换乘Z4线。B1线中部新城段受资金影响暂缓建设，换乘方式未知。

### 车站概况
| 天津地铁B1线                                                                                                  |          |                       |                 |          |          |
| 欣嘉园东 | 滨海新区 | 建设中 预计2026年12月 |                 | 地下     | 有待确认 |
| 欣嘉园 | 滨海新区 | 建设中 预计2026年12月 |                 | 地下     | 有待确认 |
| 欣嘉园北 | 滨海新区 | 建设中 预计2026年12月 |                 | 地下     | 有待确认 |
| 欣嘉园西 | 滨海新区 | 建设中 预计2026年12月 |                 | 地下     | 有待确认 |
| 国祥西道 | 滨海新区 | 建设中 预计2026年12月 |                 | 地下     | 有待确认 |
| 滨海西站 | 滨海新区 | 建设中 预计2026年12月 | █ Z2线 滨海西站 | 地下     | 有待确认 |
| 第九大街[3↑]                                                                                                  | 滨海新区 | 建设中 预计2026年12月 |                 | 地下     | 有待确认 |
| 云山道 | 滨海新区 | 建设中 预计2026年12月 |                 | 地下     | 有待确认 |
| 新北路 | 滨海新区 | 建设中 预计2026年12月 |                 | 地下     | 有待确认 |
| 车站北路 | 滨海新区 | 建设中 预计2026年12月 |                 | 地下     | 有待确认 |
| 广州道 | 滨海新区 | 建设中 预计2026年12月 |                 | 地下     | 有待确认 |
| 塘沽 | 滨海新区 | 建设中 预计2026年12月 | █ 9号线         | 地下     | 有待确认 |
| 外滩公园 | 滨海新区 | 建设中 预计2026年12月 |                 | 地下     | 有待确认 |
| 文化街 | 滨海新区 | 建设中 预计2026年12月 |                 | 地下     | 有待确认 |
| 滨海站 | 滨海新区 | 建设中 预计2026年12月 | █ Z4线 滨海站   | 地下     | 有待确认 |
| 友谊道 | 滨海新区 | 建设中 预计2026年12月 |                 | 地下     | 有待确认 |
| 金临道 | 滨海新区 | 建设中 预计2026年12月 |                 | 地下     | 有待确认 |
| 天津大道 | 滨海新区 | 建设中 预计2026年12月 |                 | 地下     | 有待确认 |
| 新城一 | 滨海新区 | 建设中 预计2026年12月 |                 | 有待确认 | 有待确认 |
| 新城二 | 滨海新区 | 规划中                |                 | 有待确认 | 有待确认 |
| 新城三 | 滨海新区 | 规划中                | █ Z4线          | 有待确认 | 有待确认 |
| 新城四 | 滨海新区 | 规划中                |                 | 有待确认 | 有待确认 |
| 注释 |          |                       |                 |          |          |
| 1↑ 斜体标示的车站，尚未启用。 2↑ 斜体标示的换乘，尚未启用。 3↑ 与现存导轨电车车站和在建Z4线车站不在同一位置。 |          |                       |                 |          |          |
| 论 编 |          |                       |                 |          |          |

## 内部链接
- 天津地铁
- 天津轨道交通
- 滨海新区轨道交通